# Nikolai Alexejewitsch Sewerzow

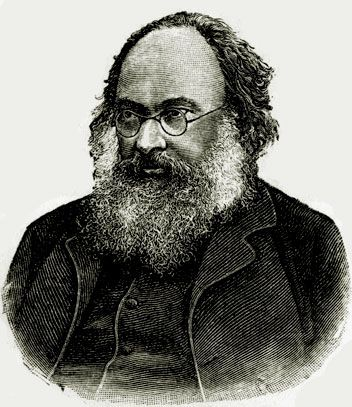
Nikolai Alexejewitsch Sewerzow

Nikolai Alexejewitsch Sewerzow (russisch Николай Алексеевич Северцов; * 24. Oktoberjul. / 5. November 1827greg. im Gouvernement Woronesch; † 26. Januarjul. / 7. Februar 1885greg. am Don) war ein russischer Zoologe und Forschungsreisender.
Sewerzow studierte in Moskau Naturwissenschaften. 1857/58 unternahm er eine Expedition in das aralokaspische Tiefland. Außerdem nahm er an einer Expedition nach Taschkent teil und erforschte 1867/68 das Tianschangebirge bis zu den Quellen des Syr-Darja. Er war 1874 Mitglied der großen Amu-Darja-Expedition und leitete 1877/78 eine Expedition nach dem Pamir.
Sewerzow ertrank 1885 in einem Nebenfluss des Don. Das Schwarzbrust-Haselhuhn (Bonasa sewerzowi) aus der Unterfamilie der Raufußhühner ist nach ihm benannt. Gleiches gilt für den Mount Severtsev in der Antarktis.
Sein Sohn Alexei Nikolajewitsch Sewerzow war ebenfalls Zoologe und Paläontologe.

## Werke
- Reisen in Turkistan (St. Petersburg 1873, 2 Bde.; zum Teil übersetzt in Petermanns Mitteilungen, Ergänzungsheft 42 u. 43, Gotha 1875).
- Zur Frage über die Segmentirung des Kopfmesoderms bei Pelobates fuscus in Bulletin de la Société impériale des naturalistes de Moscou, Bd. VI, Moskau 1892.